# Égető Melinda
Gurszky Jánosné Égető Melinda (Budapest, 1941. szeptember 15. – Budapest, 2011. január 7.) néprajzkutató, muzeológus, a Magyar Tudományos Akadémia (MTA) Néprajzi Kutatóintézetének tudományos főmunkatársa.

## Élete
Az Eötvös Loránd Tudományegyetem bölcsészettudományi karán végzett néprajz–történelem szakon 1967-ben. 1970-ben doktorált. 1967–1971 között a szekszárdi Béri Balogh Ádám Múzeum, majd 1971–1980 között a budapesti Néprajzi Múzeum és a Szentendrei Szabadtéri Néprajzi Múzeum munkatársa volt. 1980–1981-ben a GATE Agrártörténeti Kutató Csoport tudományos munkatársa, 1982-től pedig az MTA Néprajzi Kutatóintézetének tudományos munkatársa, majd 1988-tól tudományos főmunkatársa lett. 1986-ban írta kandidátusi értekezését.
Fő kutatási területe a magyar szőlőtermesztés és bortermelés, valamint a szőlőhegyi közösségek (hegyközségek) története és néprajza. Ezen kívül népi építészettel és egyes határon túli magyar csoportok (Bácska, Szerémség, Horvátország) történeti néprajzával és jelenkori kultúrájával is foglalkozott.

## Művei
- 1970 Egy szekszárdi parasztcsalád „levéltára” a reformkortól napjainkig. A Szekszárdi Béri Balogh Ádám Múzeum Évkönyve 1.
- 1971 Rézműves műhely a nagyvázsonyi Szabadtéri Néprajzi Múzeumban. A Veszprém Megyei Múzeumok Közleményei 10.
- 1973 Az Alföld és a Dunántúl szőlőművelésének kapcsolata 3. Szőlőművelés és borkészítés a racionalizálás előtt. In: Tálasi István (szerk.): Tanulmányok az anyagi kultúra köréből. Budapest, 195-251.
- 1974 Zenta környéki szállások. In: Hofer Tamás - Kisbán Eszter - Kaposvári Gyula (szerk.): A paraszti társadalom és műveltség a 18-20. században III. Tanyák. Szolnok, 117-132.
- 1974 A szőlőművelés átalakulása a századfordulón a Solt-vidéken. Cumania II, 133-158.
- 1975 A lakáshasználat változásai a szanki tanyákon az utóbbi száz évben. Cumania V, 159-197.
- 1985/2001 Szőlőhegyi szabályzatok és hegyközségi törvények a 17-19. századból. Budapest.
- 1990 A szerémségi szórványmagyarok kultúrájáról. Népi Kultúra - Népi társadalom 15. Budapest, 89-125.
- 1993 Az alföldi paraszti szőlőművelés és borkészítés története a középkortól a múlt század közepéig. Budapest.
- 1993 A szőlőskertek rendszerének kiépülése a Tiszántúlon a 18- 19. század folyamán. Népi Kultúra - Népi Társadalom XVII. Budapest, 37-56.
- 1994 Zsúpkészítés a nagyvázsonyi szabadtéri múzeumban 1967-ben. A Veszprém Megyei Múzeumok Közleményei 19-20.
- 2002 Hegytörvények forrásközléseinek gyűjteménye (1470-1846). Budapest.
- 2003 A szőlőhegyek igazgatási formái és az autonómia kérdése a 17-19. században. In: Bánkiné Molnár Erzsébet (szerk.): Autonóm közösségek a magyar történelemben. Kiskunfélegyháza, 241-258.
- 2004 Hegytörvények és szőlőtelepítő levelek Győr és Sopron vármegyékből (1551-1843). Budapest.
- Vagyon szép szőlőhegyünk... Történeti-néprajzi elemzések közép- és nyugat-dunántúli magyar nyelvű hegytörvények körében, 1629-1846; L'Harmattan–MTA Néprajzi Kutatóintézet, Bp., 2004 (Documentatio ethnographica)
- 2006 Hegytörvények és szőlőtelepítő levelek Veszprém vármegyéből 1626-1828.
- 2006 Alföldi borvidék - homoki borvidék. Ethno-lore XXIII, 43-73.
- 2011 Hegytörvények és szőlőtelepítő levelek Somogy vármegyéből (1732-1847) (tsz. Polgár Tamás)
- Bor és kultúra.